# Rubus idaeifolius
Rubus idaeifolius är en rosväxtart som beskrevs av Nguyén Van Thuan. Rubus idaeifolius ingår i släktet rubusar, och familjen rosväxter. Inga underarter finns listade i Catalogue of Life.